# 新北市永和區永和國民小學
25°00′08″N 121°31′00″E / 25.00222°N 121.51667°E
新北市永和區永和國民小學，簡稱永和國小，是一所位在新北市永和區的小學。創立於1922年。

## 學區
永和區：店街、永安、潭安、潭墘、大新、福和、得和、雙和、永樂、安和、水源二至六鄰（一、七至二十一鄰自由）、永貞九至十三鄰。
中和區：中安、安和、安平、安樂、宜安、安順等六里。
雙和里為永平、中和、永和國小共同選讀區。安和、水源里一、七至二十一鄰為永和、永平國小共同選讀區。

## 校地面積
3.75公頃，即11250坪。學校建築除了擁有巍峨壯觀的7棟樓房:德育樓、體育樓、群育樓、美育樓、永和樓、仁愛樓及至善樓。校舍依功能包含一般教室、教師辦公室、會議室、教務處、行政處、學務處、輔導室、圖書室、自然科教室、美勞科教室、英語科教室、音樂科教室、諮商室、資源教室、特教教室、幼兒園、親職中心、教師研究室、健康中心、體育器材室、資訊教室、蝴蝶園、教學農園。學生活動範圍還包括內操場、外操場、風雨操場。

## 學校沿革
永和國小是永和市歷史最悠久的學校，創立於民國十一年（日本大正十一年）四月一日，校址位於新北市永和區秀朗路一段一百二十號。
永和國小的前身是日本人創辦『漳和公學校溪洲分教場』，民國十六年（日本昭和二年）四月一日才獨立為『溪洲公學校』。民國三十四年，台灣光復後，四月一日改稱為『台北縣中和鄉溪洲國民學校』。民國四十七年四月一日，中和鄉分鄉設鎮，在永和區設鎮，稱為『永和鎮』，同年的八月一日改為台北縣永和鎮永和國民學校。民國五十七年，政府實施九年國民義務教育，所以在同年的八月一日，改為永和國民小學，用來區別和國民中學的不同。民國六十八年，永和鎮升格為縣轄市，稱為『永和市』，所以再改校名為『台北縣永和市永和國民小學』。民國九十九年，台北縣升格為新北市改校名為新北市永和區永和國民小學。
民國四十七年，永和國小教室只有十九間，供與軍隊使用的有七間，學生人數1660人，由於前鎮長林溪水先生及地方人士共同努力交涉，終於在民國五十四年十月間以七十萬元的遷徙補償費，將教室全部收回，使校園完整寬大；至今，永和國小校地已擴展為3.75公頃，學生人數也增加至2600人，擁有7棟教學大樓：『德育樓』、『體育樓』、『群育樓』、『美育樓』、『仁愛樓』、『永和樓』、『至善樓』，學生的學習空間與活動空間，隨著學校對於校園做更完善的規劃，不斷擴大與有效利用，學生學習空間的品質也不斷提昇，永和國小有一號門、二號門（目前沒使用）、三號門、六號門等的大門供學生使用。

## 學校特色
永和國小是永和市裡的一顆綠寶石，從秀朗路的校門進入，有一座圓形美麗花圃，兩邊整齊的大王椰子樹和許多的花園和數木非常漂亮，校內樹木很多，綠意盎然，雖然不是很大的校園，但數千名的師生共聚一堂，校園每個角落打掃的乾乾淨淨，樹蔭是小朋友的遊戲場所，生態園提昇了生態教育的品質，讓永和國小更充滿綠意；而資源回收場的設置，讓整個永和國小的環保工作更落實，整座永和國小像永和的綠寶石一樣，永遠乾淨，綠意盎然。

## 歷任校長
- 遠長嚴分教場主任〈日本人〉，民國十一年四月一日〈日本大正十一年〉〈漳和公學校分教場〉。
- 游阿喜分教場主任（台北縣人〉。
- 許加分教場主任（台北縣人〉，民國十三年〈日本大正十三年〉。
- 柄本元吉分教場主任〈日本人〉，民國十四年（日本大正十四年〉。
- 柄本元吉校長〈日本人〉，民國十六年（日本昭和二年）改為溪州公學校。
- 野口豐就校長〈日本人〉，民國二十五年（日本昭和十一年）。
- 前田太佐衛門校長〈日本人〉，民國二十六年（日本昭和十二年）。
- 安樂正道校長〈日本人〉，民國三十年（日本昭和十六年）。
- 許加校長（台北縣人〉民國三十四年十二月 光復後第一任校長。
- 呂傅洽校長（台北縣人〉民國三十五年。
- 蔡維孝校長（台北市人）民國三十六年。
- 蔡廷芳校長（台北市人）民國三十八年。
- 王光臨校長（河南人）民國四十二年。
- 王一然校長（山東人）民國四十三年。
- 張茂先校長（河北省人）民國四十四年。
- 寇正榮校長（河北省人）民國四十七年 永和鎮永和國民小學。
- 陳叔平校長（江蘇鹽城）民國四十八年。
- 馬袖宇校長（江蘇漣水）民國五十七年 永和鎮永和國民小學。
- 林兩成校長（台灣省台北縣）民國六十八年 永和市永和國民小學。
- 袁友冠校長（福建人）民國八十年接任，八十六年七月退休。
- 洪志國校長（金門人）民國八十六年八月接任，九十一年七月退休。
- 邱重賢校長民國九十一年八月接任，九十九年七月調至廣福國小。
- 吳順火校長民國九十九年八月接任，一０三年八月退休。
- 曾燕春校長民國一０三年八月接任，一一一年八月退休。
- 莊朝欽校長民國一一一年八月現任

## 組織
- 校長（1人）
  - 教務主任（1人）
  - 學務主任（1人）
  - 總務主任（1人）
  - 輔導主任（1人）
  - 組長（14人，委任第五職等至薦任第七職等）
  - 幹事（1人，委任第五職等或薦任第六職等至第七職等）
  - 護理師（2人，師(三)級）
    - 教師（171人）
    - 教保員（5人）
    - 技工工友（8人）

### 會計室
- 主任（1人，薦任第六職等至第七職等）

### 人事室
- 主任（1人，薦任第六職等至第七職等）
  - 助理員（1人，委任第四職等至第五職等）

## 校史
- 1922年4月1日，漳和公校溪洲分教場。[1]
- 1927年4月1日，溪洲公學校。
- 1945年4月1日，台北縣中和鄉溪洲國民學校。
- 1958年4月1日，中和鄉分鄉設鎮，永和區升格為「永和鎮」，8月1日更名「台北縣永和鎮永和國民學校」。
- 1968年，台灣實施九年國民義務教育，8月1日，更名「永和國民小學」。
- 1979年，永和鎮升格為縣轄市「永和市」，更名「台北縣永和市永和國民小學」。
- 2010年12月25日，臺北縣升格為「新北市」，更名「新北市永和區永和國民小學」。
- 2022年10月27日，新北市政府宣布將分兩階段，投入21億新台幣進行校園整建。[2]

## 校歌
秀山之麓   新店溪旁   黌舍壯麗   桃李芬芳
這是我們讀書的好地方
惟我國校   源遠流長   五育並進   日就月將
負起時代使命  攸關國道隆昌
緬懷責任重大   我們要發憤圖強
緬懷責任重大   我們要發憤圖強

## 著名校友
- 王心恬
- 吳承澐

## 外部連結
- 新北市永和區永和國民小學 （页面存档备份，存于）